# 狄齊卡·維托夫
狄齊卡·維托夫（俄语：Дзига Вертов，原名大衛·阿貝列維奇·考夫曼，1896年1月2日—1954年2月12日）是蘇聯紀錄片和新聞片的先驅導演及電影理論家。他的拍攝方法和理論影響了紀實電影的風格，並啟發了1968年至1972年間活躍的激進電影製作合作社——狄齊卡·維托夫集團。他是電影眼理論運動的成員，與太太伊莉莎維塔·斯維洛娃和弟弟米哈伊爾·考夫曼共同工作。

## 早年生活
維托夫出生於波蘭比亞韋斯托克的一個猶太家庭，當時該地屬於俄羅斯帝國。在1915年德國軍隊入侵時，他的家庭逃往莫斯科。他開始在聖彼得堡的心理神經科學研究所學習醫學，同時在業餘時間進行聲音拼貼的實驗。1918年，他將自己的猶太名字「大衛·阿貝列維奇」俄羅斯化為「丹尼斯·阿爾卡季耶維奇」。「維托夫」這個名字來自烏克蘭語，意為「陀螺」。

## 早期作品
維托夫早期的許多作品主要集中在個體與攝影機鏡頭的感知本質之間的關係。他大部分早期的作品未出版，且在二戰後很少有手稿保存下來。不過，一些資料在他和他的兄弟鮑里斯·考夫曼及米哈伊爾·考夫曼創作的後來影片和紀錄片中得以呈現。

## 十月革命後
在1917年布爾什維克革命後，22歲的維托夫開始為《電影週刊》（俄语：Кино-Неделя）編輯影片。這是俄羅斯第一個新聞片系列。期間，他遇到了未來的妻子、電影導演和剪輯師伊莉莎維塔·斯維洛娃。她最初是他的剪輯師，後來成為助理和聯合導演，合作製作了《持攝影機的人》和《列寧的三首歌》。他的另一部重要作品是《世界的六分之一》，這部影片被解雇的原因是它偏向於宣傳蘇聯作為一個先進社會。1931年，他的《頌歌：頓巴斯交響曲》因其聲音實驗在國外受到好評。1934年的《列寧的三首歌》則利用了農民的視角來描繪革命。隨著1934年社會主義現實主義的興起，維托夫的藝術創作受到限制，最終主要成為新聞片剪輯師。

### 《電影真理報》
1922年，《北方的南奴克》上映的那一年，維托夫開始了《電影真理報》系列。 這個系列的標題取自官方政府報紙《真理報》。Кино-Неделя（字面翻譯為「電影真理」）延續了維托夫的宣傳傾向。維托夫解釋說，「《電影真理報》小組在莫斯科市中心的一個地下室開始工作。」他稱這裡潮濕而黑暗，地板是泥土，四處都是坑洞。維托夫說：「這種潮濕使我們精心剪輯的影片捲軸無法正確粘合，還使我們的剪刀和接片機生銹。」
維托夫在他多產的文章中闡述了他的核心理念，即捕捉所謂的「電影真理」：將實際生活的片段組織在一起，形成肉眼無法看到的更深層次的真理。在《電影真理報》系列中，維托夫專注於日常經歷，避開了資產階級的關注點，轉而拍攝市場、酒吧和學校，有時甚至使用隱藏的攝像機，進行未經許可的拍攝。《電影真理》的每一集通常都不包括重演或舞台表演。（唯一的例外是關於社会革命党人审判的片段：街頭賣報紙的場景和人們在電車上讀報紙的場景都是為攝像機準備的。）攝影風格簡單、實用、不加修飾——這或許反映了維托夫對「美」和「虛構的宏大」缺乏興趣。在三年內，共製作了二十三期，每期約二十分鐘，通常涵蓋三個主題。這些故事通常是描述性的，而非敘事性的，包括小插曲和揭露，例如電車系統的翻修、農民組織成公社，以及社會革命黨人受審；其中一個故事展示了新生共產主義國家的饑荒。儘管電影裡也有政治宣傳的成分，但卻顯得低調，例如關於機場建設的一集中：一個鏡頭顯示了沙皇的坦克幫助準備地基，字幕寫著“勞動前線上的坦克”。

### 《持攝影機的人》
隨著列寧於1921年通過新經濟政策承認有限的私人企業，俄羅斯開始接收來自遠方的小說電影，這一現象引起了維托夫的極大懷疑，他稱戲劇對無產階級的感官是一種「腐蝕性影響」（《關於〈電影真理〉》，1924年）。此時，維托夫已經利用他的新聞片系列多年間批判戲劇性小說；即使在謝爾蓋·愛森斯坦的《波坦金戰艦》（1925年）受到熱烈歡迎後，他仍繼續批評。《波坦金戰艦》是一部高度虛構的電影，講述了一場因水手受虐待而引發的戰艦叛變故事；該片是一部明顯但技巧嫻熟的宣傳片，頌揚無產階級。1927年1月，維托夫可能因批評一部有效宣揚蘇聯共產黨政策的電影而在索夫影業失去了工作。他因製作《世界的六分之一：蘇聯宇宙的廣告》而被解僱，這部為國家貿易組織製作的宣傳片將蘇聯描繪成在NEP下的先進社會，而非展示其如何融入世界經濟。
1929年，烏克蘭國家電影製片廠雇用了維托夫來創作《持攝影機的人》。這個維托夫經典作品，展現了他對戲劇性敘事的反感，並強調紀實風格。維托夫在他的文章《持攝影機的人》中說，他正在為「徹底清理電影語言，將其完全與戲劇和文學語言分離」而奮鬥。

### 電影眼

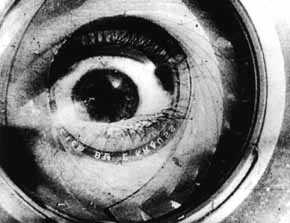
《持攝影機的人》（1929）中的一個畫面

「電影眼」是一種蒙太奇方法，由狄齊卡·維托夫開發，並於1919年在他在電影雜誌《電影攝影》的論文《我們：宣言的變體》中首次提出。維托夫相信他的「Kino-Glaz」概念，即中文翻譯的「電影眼」，可以幫助當代「人類」從一個有缺陷的生物進化成為一種更高級、更精確的形式。他不利地將人類與機器進行比較：「在機器面前，我們為人類無法自控而感到羞愧，但如果我們發現電力的無誤方式比人類的無序匆忙更令人興奮，我們該怎麼辦[...]」 正如他在1923年的文章中所說：「我是電影眼。我是機械之眼。我──機器──只能以我的方式向你展示世界。我從此解放自己，永遠擺脫人類的不動性。我處於不斷的運動中...。我的道路引向創造一種全新的世界觀。這樣，我可以解讀你所不知曉的世界。」
電影眼是維托夫捕捉他認為「人眼無法觸及」的事物的手段； 也就是說，電影眼影片不會試圖模仿人眼看到的東西。相反，通過組合電影片段並以蒙太奇的形式進行剪輯，電影眼希望通過創造「新的電影，即媒體塑造的現實和信息或信息的幻覺——一個語義場」來激發新的感知方式。 與敘事娛樂電影形式或其他「表演」性質的電影不同，電影眼試圖捕捉「無意識的生活」，並將其剪輯在一起，以編織成一種新的、前所未見的真理。

## 晚期職業生涯
維托夫的成功職業生涯延續到了1930年代。《頌歌：頓巴斯交響曲》（1931年）探討了蘇聯礦工的生活，被稱為「音響電影」，其聲音在現場錄製，這些機械聲音編織在一起，產生了交響樂般的效果。許多蘇聯評論家對這部電影反應不佳，但國外評論家對其聲音實驗大加讚賞。
三年後，《列寧的三首歌》（1934年）通過俄國農民的眼睛來審視革命。當時，維托夫被高爾基電影製片廠聘用去製作這部電影。這部電影於1934年1月完成，作為紀念列寧的影片，直到同年11月才在蘇聯公開上映。從1934年7月起，它透過私人放映向多位蘇聯高級官員以及包括赫伯特·喬治·威爾斯、威廉·布利特等著名外國人展示，並於1934年8月在第2屆威尼斯影展上放映。 1938年，該片發行了新版本，當中加入了一個更長的片段，以反映斯大林的成就，並刪除了當時「敵人」的鏡頭。現存有一個由伊莉莎維塔·斯維洛娃於1970年重建的版本。隨著1934年社會主義現實主義的興起，加上官方的大力支持，維托夫被迫大幅削減他的個人藝術創作，最終僅成為蘇聯新聞片的剪輯師。《搖籃曲》或許是維托夫能夠保持其藝術視野的最後一部電影，於1937年發布。
狄齊卡·維托夫於1954年在莫斯科因癌症去世。

## 家庭
維托夫的弟弟鮑里斯·考夫曼是一位攝影師，與尚·維果合作拍攝了《亞特蘭大號》；後來在美國為導演伊利亞·卡贊工作，因《碼頭風雲》獲得奧斯卡獎。他的另一位弟弟米哈伊爾·考夫曼則成為一名紀錄片導演。1923年，維托夫與長期合作者伊莉莎維塔·斯維洛娃結婚。

## 影響和遺產
維托夫的影響至今仍在延續。他的理念在1960年代的真實電影運動中得到了呼應，該運動以維托夫的《電影真理報》命名。1960年代和1970年代，國際上對維托夫的興趣再度興起。
維托夫獨立且探索性的風格影響並啟發了許多電影製作人和導演，如情境主義國際的居伊·德波以及夏威夷的獨立公司維托夫工業（英語：Vertov Industries）。狄齊卡·維托夫集團借用了他的名字。1960年，尚·胡許在製作《夏日紀事》時使用了維托夫的拍攝理論。他的合作者埃德加·莫林在描述這一風格時使用了「真實電影」這個術語，直接翻譯了維托夫的《電影真理報》。
1950年代英國的自由電影運動、1950年代末和1960年代初北美的直接電影運動以及1950年代加拿大的《坦率之眼》系列，都在本質上受到了維托夫的影響。
這場對維托夫遺產的復興包括在蘇聯對他聲譽的修復，回顧展、傳記作品和著作紛紛出爐。1962年，第一部蘇聯關於維托夫的專著出版，隨後又出版了另一部合集《狄齊卡·維托夫：文章、日記、項目》。1984年，為紀念維托夫逝世30週年，紐約的三個文化組織舉辦了首次美國回顧展，展示了維托夫的作品。
新媒體理論家列夫·曼諾維奇在他的文章《數據庫作為象徵形式》中提出，維托夫是數據庫電影類型的早期先驅之一。
維托夫的作品啟發了著名藝術家和電影製作人威廉·肯特里奇
。

## 主要作品

《電影眼》的海報，由亞歷山大·羅欽可設計（1924年）

- 《電影週刊》（1918年）
- 《革命紀念日》（1918年）
- 《內戰史》（1921年）
- 《電影真理報》（1922年）
- 《蘇聯玩具》（1924年）
- 《電影眼》（1924年）
- 《第六部分的世界》（1926年）
- 《第十一年》（1928年）
- 《持攝影機的人》（1929年）
- 《頌歌：頓巴斯交響曲》（1931年）
- 《列寧的三首歌》（1934年）
- 《搖籃曲》（1937年）

## 失存的影片
維托夫的一些早期影片多年来一直遺失。1918年他的《革命紀念日》僅存12分鐘；2018年，俄羅斯電影歷史學家尼古拉·伊茲沃洛夫在俄羅斯國家紀錄片與照片檔案館發現了失存的影片並進行了修復。 2022年，他使用檔案材料重建了另一部失存的影片，即1921年的《內戰史》。

### 書籍和文章
- Barnouw, Erik. Documentary: a History of the Non-fiction Film. Oxford University Press. 原始版權 1974.
- Bohlman, Philip Vilas. Music, Modernity, and the Foreign in the New Germany. 1994, pp. 121–152
- Christie, Ian. "Rushes: Pordenone Retrospective: Gazing into the Future.", in: Sight and Sound. 2005, 15, 1, 4–5, British Film Institute
- Cook, Simon. "Our Eyes, Spinning Like Propellers: Wheel of Life, Curve of Velocities, and Dziga Vertov's Theory of the Interva l." October, 2007: 79–91.
- Natascha Drubek-Meyer, Natascha. . Frauen und Film. 1994, 54/55: 31–51. JSTOR 24058286.
- Natascha Drubek-Meyer; Murasov, Jurij, Rhapsodie und Apparatur. Zu den Filmen des Dziga Vertov. Frankfurt a.M. 1999.
- Ellis, Jack C. The Documentary Idea: a Critical History of English-Language Documentary Film and Video. Prentice Hall, 1989.
- Feldman, Seth. "'Peace between Man and Machine': Dziga Vertov's The Man with a Movie Camera." in: Barry Keith Grant, and Jeannette Sloniowski, eds. Documenting the Documentary: Close Readings of Documentary Film and Video. Wayne State University Press, 1998. pp. 40–53.
- Feldman, Seth. Evolution of style in the early work of Dziga Vertov. 1977, Arno Press, New York.
- Graffy, Julian; Deriabin, Aleksandr; Sarkisova, Oksana; Keller, Sarah; Scandiffio, Theresa . Lines of Resistance: Dziga Vertov and the Twenties; edited and with an introduction by Yuri Tsivian. Le Giornate del cinema muto, Gemona, Udine
- Heftberger, Adelheid. Kollision der Kader. Dziga Vertovs Filme, die Visualisierung ihrer Strukturen und die Digital Humanities. Munich: edition text + kritik, 2016.
- Hicks, Jeremy. Dziga Vertov: Defining Documentary Film. London & New York: I. B. Tauris, 2007.
- Le Grice, Malcolm. Abstract Film and Beyond. Studio Vista, 1977.
- MacKay, John. "Allegory and Accommodation: Vertov's «Three Songs of Lenin» (1934) as a Stalinist Film." In Film History: An International Journal; 18.4 (2006) 376–391.
- MacKay, John. "Disorganized Noise: Enthusiasm and the Ear of the Collective." （页面存档备份，存于）
- MacKay, John. "Film Energy: Process and Metanarrative in Dziga Vertov's «The Eleventh Year» (1928)." October; 121 (Summer 2007): 41–78.
- MacKay, John. "The 'Spinning Top' Takes Another Turn: Vertov Today." （页面存档备份，存于）
- MacKay, John. John MacKay | Yale University – Academia.edu （页面存档备份，存于） Drafts of Dziga Vertov: Life and Work]
- Michelson, Annette & Turvey, Malcolm, eds. "New Vertov Studies." Special Issue of October, (October 121 (Summer 2007)).
- Lech, Dorota. Dziga Vertov's Long-Lost Films （页面存档备份，存于）, mubi.com, 8 February 2022.
- Molcard, Eva. 2020. "Elizaveta Svilova." In Jane Gaines, Radha Vatsal, and Monica Dall'Asta, eds. Women Film Pioneers Project. New York, NY: Columbia University Libraries. https://doi.org/10.7916/d8-y8we-0736
- Roberts, Graham. The Man with the Movie Camera. I. B. Tauris, 2001. ISBN 1-86064-394-9
- Singer, Ben. "Connoisseurs of Chaos: Whitman, Vertov and the 'Poetic Survey,'" Literature/Film Quarterly; 15:4 (Fall 1987): 247–258.
- Tode, Thomas & Wurm, Barbara, Austrian Film Museum, eds. Dziga Vertov. The Vertov Collection at the Austrian Film Museum, Bilingual (German-English). (Paperback – May 2006), FilmmuseumSynemaPublikationen.-- online version available here （页面存档备份，存于）.
- Tsivian, Yuri, ed. Lines of Resistance: Dziga Vertov and the Twenties. Le Giornate del Cinema Muto, 2004. ISBN 88-86155-15-8
- Vertov, Dziga. On Kinopravda. 1924, and The Man with the Movie Camera. 1928, in: Annette Michelson ed. Kevin O'Brien tr. Kino-Eye : The Writings of Dziga Vertov, University of California Press, 1995.
- Dziga Vertov. We. A Version of a Manifesto. 1922, in Ian Christie, Richard Taylor eds. The Film Factory: Russian and Soviet Cinema in Documents, 1896–1939 Routledge, 1994. ISBN 0-415-05298-X
- Warren, Charles, ed. Beyond Document: Essays on Nonfiction Film. Wesleyan University Press, 1996.

### DVD
- Dziga Vertov's Man with the Movie Camera DVD, audio commentary track by Yuri Tsivian.
- Entuziazm (Simfonija Donbassa) DVD, restored version and unrestored version plus documentary on Peter Kubelka's restoration.

## 外部連結
- 狄齊卡·維托夫在互联网电影资料库（IMDb）上的資料（英文）
- Senses Of Cinema: Dziga Vertov
- Dziga Vertov's Kino-Eye and Three Songs About Lenin （页面存档备份，存于） at UBUWEB
- Newsreels by Vertov on europeanfilmgateway.eu （页面存档备份，存于）
- {webarchive|url=https://web.archive.org/web/20100618211034/http://www.yale.edu/slavic/resources/download/Dziga-Vertov-Short-Biography-MacKay-1.doc%7Cdate=18 June 2010|title=A biography of Vertov}}, by John MacKay, Yale University
- YouTube上的Kino Eye (1924), scored by Robert Israel in 1999
- Central Studio for Documentary Film (ЦСДФ) museum biography page (in Russian) （页面存档备份，存于）